# Jarogniew (imię)
Jarogniew, Jerogniew – staropolskie imię męskie, złożone z członów Jaro- („świeży, gorący”, ale też „gniewny, srogi, surowy”) i -gniew („gniew”). Mogło oznaczać „ten, którego gniew jest srogi”. Patronem tego imienia w Kościele katolickim jest bł. Jarogniew Wojciechowski, którego wspomnienie obchodzi się 12 czerwca.
Jarogniew imieniny obchodzi 12 czerwca.
Znane osoby noszące imię Jarogniew:
- Bł. Jarogniew Wojciechowski (1922-1942) – polski męczennik II wojny światowej, błogosławiony Kościoła rzymskokatolickiego, jeden z Poznańskiej Piątki.
- Jarogniew Drwęski (1875-1921) – polski działacz narodowy i społeczny w Wielkopolsce, prezydent Poznania.
- Jarogniew Broniarz (1913-1999) –       polski naukowiec, nauczyciel akademicki, inżynier chemik, a także organizator i pierwszy dziekan Wydziału Chemicznego Politechniki Poznańskiej.
- Jarogniew Krüger (1946-2019) – polski żeglarz, nauczyciel wf, olimpijczyk z Moskwy 1980.

Żeński odpowiednik: Jarogniewa
Zobacz też:
- Jarogniew (województwo zachodniopomorskie)
- Jarogniewice (Zielona Góra)
- Jarogniew (ujednoznacznienie)